# Bundes-Klinik-Atlas
Der Bundes-Klinik-Atlas ist ein im Mai 2024 gestartetes Online-Angebot des deutschen Bundesgesundheitsministeriums (BMG) zum Vergleich von Krankenhäusern. Nach Eingabe von Suchwörtern, etwa einer Diagnose oder einer bestimmten Operation, werden passende Krankenhäuser in der Nähe auf einer Karte angezeigt und in eine Rangfolge gebracht, die sich vor allem nach der Häufigkeit der Diagnose oder Operation richtet.
Die Einrichtung wurde im Gesetz zur Förderung der Qualität der stationären Versorgung durch Transparenz (kurz Krankenhaustransparenzgesetz) beschlossen, welches am 22. März 2023 in Kraft trat und auch vorschreibt, dass die Krankenhäuser die entsprechenden Informationen zusammenstellen und übermitteln müssen.
Die Webseite wurde vom BMG in Kooperation mit dem Institut für Qualitätssicherung und Transparenz im Gesundheitswesen und dem Institut für das Entgeltsystem im Krankenhaus erstellt. Gegenwärtig (2024) bildet der BKA zunächst ab, wie oft in einem Krankenhaus der jeweiligen Behandlungsanlass (Diagnose oder Prozedur) vorkommt, ob eine eventuelle Mindestmengenregelung erreicht wird, und wie viele Patienten jede Pflegekraft in dem Krankenhaus betreuen muss. Kleine „Tachometer“ zeigen an, ob ein Krankenhaus dabei über oder unter dem Durchschnitt liegt (mehr gleichartige Behandlungsfälle sind besser, weniger Patienten pro Pflegekraft sind besser). Wählt man einen Eintrag an, werden weitere Daten zum Krankenhaus angezeigt: welche Fachabteilungen es hat, welche Notfall-Versorgungsstufe, und „ausgewählte Zertifikate“, d. h. solche, die zum Suchbegriff passen.
Ärzte und Patienten sollen damit leichter unter den für sie geeigneten Kliniken eine auswählen können. Den gleichen Zweck sollten schon die 2005 eingeführten Qualitätsberichte der Krankenhäuser erfüllen, die zunächst alle zwei Jahre, seit 2013 jährlich erneuert werden und im PDF-Format auf den Webseiten der Kliniken und in weiteren Datenbanken bereitzustellen sind. Da dieses System in der Praxis zu kompliziert war, versuchten Anbieter wie die Bertelsmann-Stiftung (Weisse Liste), die DKG (Deutsches Krankenhaus Verzeichnis) und Was hab’ ich? (Gesund.bund.de) schon früher, sie für Patienten und Ärzte in Online-Suchmaschinen zu erschließen.

## Reaktionen
Der Sozialverband befürwortete den Atlas. Die „soliden und nachvollziehbaren Daten“ würden Patienten bei der Auswahl ihres Krankenhauses unterstützen. Die Deutsche Krankenhausgesellschaft und der Gemeinsame Bundesausschuss kritisierten den Gesetzesentwurf im Hinblick auf die wirtschaftlichen Interessen der Krankenhäuser. Die Qualitätsaussagen müssten belastbar sein, was bisher nicht der Fall sei, und in einem möglichen Rechtsstreit bestehen. Die Bundesärztekammer befürchtete neue Bürokratie für die Krankenhäuser, und die Stiftung Patientenschutz vermisste für Patienten wichtige Kriterien wie etwa die Wartezeiten. Manfred Lucha, der Gesundheitsminister Baden-Württembergs, nannte den Atlas eine „substanzlose Hülle“, die nur den Druck auf die Krankenhäuser erhöhen werde.